# Mesotrosta rubrimacula
Mesotrosta rubrimacula là một loài bướm đêm trong họ Noctuidae.